# 国家森
国家森（1949年—），山东淄博人，汉族，中华人民共和国政治人物、第十一届全国人民代表大会山东地区代表。
毕业于中央党校函授学院法学理论专业，是中共党员。担任山东省人民检察院原检察长。2008年起担任全国人大代表。